# Llista de resolucions del Consell de Seguretat de les Nacions Unides 2101 a la 2200
Aquesta és una llista entre les resolucions 2101 a 2100 del Consell de Seguretat de les Nacions Unides aprovades entre el 25 d'abril de 2013 i el 12 de febrer de 2015.
| Resolució      | Data                   | Votació | Assumpte |
| -------------- | ---------------------- | ------- | --- |
| Resolució 2101 | 25 d'abril de 2013     | 15–0–0  | Situació a Costa d'Ivori                                                                                             |
| Resolució 2102 | 2 de maig de 2013      | 15–0–0  | Situació a Somàlia                                                                                                   |
| Resolució 2103 | 22 de maig de 2013     | 15–0–0  | Situació a Guinea Bissau                                                                                             |
| Resolució 2104 | 29 de maig de 2013     | 15–0–0  | Separació del Sudan i Sudan del Sud                                                                                  |
| Resolució 2105 | 5 de juny de 2013      | 15–0–0  | Prorroga el mandat del grup d'experts supervisant les sancions contra Iran                                           |
| Resolució 2106 | 24 de juny de 2013     | 15–0–0  | Reafirmant 14 resolucions                                                                                            |
| Resolució 2107 | 27 de juny de 2013     | 15–0–0  | Situació de l'Iraq i Kuwait                                                                                          |
| Resolució 2108 | 27 de juny de 2013     | 15–0–0  | Tensions a l'Orient Mitjà                                                                                            |
| Resolució 2109 | 11 de juliol de 2013   | 15–0–0  | Situació al Sudan i Sudan del Sud                                                                                    |
| Resolució 2110 | 24 de juliol de 2013   | 15–0–0  | Situació a l'Iraq |
| Resolució 2111 | 24 de juliol de 2013   | 15–0–0  | Situació en Somàlia                                                                                                  |
| Resolució 2112 | 30 de juliol de 2013   | 15–0–0  | Situació a Costa d'Ivori                                                                                             |
| Resolució 2113 | 30 de juliol de 2013   | 15–0–0  | Informes del Secretari General sobre Sudan                                                                           |
| Resolució 2114 | 30 de juliol de 2013   | 13–0–2  | Situació a Xipre, estén el mandat de la UNFICYP                                                                      |
| Resolució 2115 | 29 d'agost de 2013     | 15–0–0  | Situació a l'Orient Mitjà                                                                                            |
| Resolució 2116 | 18 de setembre de 2013 | 15–0–0  | Situació a Libèria                                                                                                   |
| Resolució 2117 | 26 de setembre de 2013 | 14–0–1  | Armes lleugeres i petites, Tractat de comerç d'armes                                                                 |
| Resolució 2118 | 27 de setembre de 2013 | 15–0–0  | Armes químiques a Síria                                                                                              |
| Resolució 2119 | 10 d'octubre de 2013   | 15–0–0  | Situació a Haití |
| Resolució 2120 | 10 d'octubre de 2013   | 15–0–0  | Situació a l'Afganistan                                                                                              |
| Resolució 2121 | 10 d'octubre de 2013   | 15–0–0  | Situació a la República Centreafricana                                                                               |
| Resolució 2122 | 18 d'octubre de 2013   | 15–0–0  | Reafirmant 6 resolucions                                                                                             |
| Resolució 2123 | 12 de novembre de 2013 | 15–0–0  | Situació a l'antiga Iugoslàvia                                                                                       |
| Resolució 2124 | 12 de novembre de 2013 | 15–0–0  | Situació a Somàlia                                                                                                   |
| Resolució 2125 | 18 de novembre de 2013 | 15–0–0  | Situació a Somàlia                                                                                                   |
| Resolució 2126 | 25 de novembre de 2013 | 15–0–0  | Situació al Sudan i Sudan del Sud                                                                                    |
| Resolució 2127 | 5 de desembre de 2013  | 15–0–0  | Situació a la República Centreafricana, creació de la MISCA                                                          |
| Resolució 2128 | 10 de desembre de 2013 | 15–0–0  | Elogiant el progrés governamental a Libèria                                                                          |
| Resolució 2129 | 17 de desembre de 2013 | 15–0–0  | Reafirmant el combat al terrorisme                                                                                   |
| Resolució 2130 | 18 de desembre de 2013 | 15–0–0  | Reafirmant el Tribunal Penal Internacional per a l'antiga Iugoslàvia                                                 |
| Resolució 2131 | 18 de desembre de 2013 | 15–0–0  | Situació a l'Orient Mitjà                                                                                            |
| Resolució 2132 | 24 de desembre de 2013 | 15–0–0  | Situació al Sudan del Sud                                                                                            |
| Resolució 2133 | 27 de gener de 2014    | 15–0–0  | Amenaces a la pau i seguretat internacionals causades per actes terroristes                                          |
| Resolució 2134 | 28 de gener de 2014    | 15–0–0  | Situació a la República Centreafricana, estén el mandat de BINUCA                                                    |
| Resolució 2135 | 30 de gener de 2014    | 15–0–0  | Situació a Xipre, estén el mandat de la UNFICYP                                                                      |
| Resolució 2136 | 30 de gener de 2014    | 15–0–0  | Situació a la República Democràtica del Congo                                                                        |
| Resolució 2137 | 13 de febrer de 2014   | 15–0–0  | Situació a Burundi                                                                                                   |
| Resolució 2138 | 13 de febrer de 2014   | 15–0–0  | Situació al Darfur                                                                                                   |
| Resolució 2139 | 22 de febrer de 2014   | 15–0–0  | Accés a l'ajuda humanitària a Síria                                                                                  |
| Resolució 2140 | 26 de febrer de 2014   | 15–0–0  | Situació en Iemen |
| Resolució 2141 | 5 de març de 2014      | 15–0–0  | No proliferació i Corea del Nord                                                                                     |
| Resolució 2142 | 5 de març de 2014      | 15–0–0  | Situació a Somàlia                                                                                                   |
| Resolució 2143 | 7 de març de 2014      | 15–0–0  | Nens i conflictes armats                                                                                             |
| Resolució 2144 | 14 de març de 2014     | 15–0–0  | Situació a Líbia |
| Resolució 2145 | 17 de març de 2014     | 15–0–0  | Situació a l'Afganistan                                                                                              |
| Resolució 2146 | 19 de març de 2014     | 15–0–0  | Situació a Líbia |
| Resolució 2147 | 28 de març de 2014     | 15–0–0  | Situació a la República Democràtica del Congo                                                                        |
| Resolució 2148 | 3 d'abril de 2014      | 15–0–0  | Situació a la Sudan                                                                                                  |
| Resolució 2149 | 10 d'abril de 2014     | 15–0–0  | Situació a la República Centreafricana                                                                               |
| Resolució 2150 | 16 d'abril de 2014     | 15–0–0  | Prevenció i lluita en contra del genocidi i altres crims seriosos sota la llei internacional                         |
| Resolució 2151 | 28 d'abril de 2014     | 15–0–0  | Reforma al sector de seguretat                                                                                       |
| Resolució 2152 | 29 d'abril de 2014     | 15–0–0  | Situació al Sàhara Occidental                                                                                        |
| Resolució 2153 | 29 d'abril de 2014     | 15–0–0  | Situació a Costa d'Ivori                                                                                             |
| Resolució 2154 | 8 de maig de 2014      | 15–0–0  | Creació de la Medalla del Capità Mbaye Diagne pel Coratge Excepcional                                                |
| Resolució 2155 | 27 de maig de 2014     | 15–0–0  | Situació al Sudan del Sud                                                                                            |
| Resolució 2156 | 29 de maig de 2014     | 15–0–0  | Separació del Sudan i Sudan del Sud                                                                                  |
| Resolució 2157 | 29 de maig de 2014     | 15–0–0  | Situació a Guinea Bissau                                                                                             |
| Resolució 2158 | 29 de maig de 2014     | 15–0–0  | Situació a Somàlia                                                                                                   |
| Resolució 2159 | 9 de juny de 2014      | 15–0–0  | Prorroga el mandat del grup d'experts supervisant les sancions en contra de l'Iran                                   |
| Resolució 2160 | 17 de juny de 2014     | 15–0–0  | Amenaces a la pau i seguretat internacionals per actes terroristes dels talibans                                     |
| Resolució 2161 | 17 de juny de 2014     | 15–0–0  | Amenaces a la pau i seguretat internacionals per actes terroristes d'Al-Qaeda                                        |
| Resolució 2162 | 25 de juny de 2014     | 15–0–0  | Estén el mandat de l'Operació de les Nacions Unides a Costa d'Ivori (UNOCI)                                          |
| Resolució 2163 | 25 de juny de 2014     | 15–0–0  | Estén el mandat de la Força de les Nacions Unides d'Observació de la Separació (UNDOF)                               |
| Resolució 2164 | 25 de juny de 2014     | 15–0–0  | Estén el mandat de la Missió d'Estabilització de les Nacions Unides a Haití (MINUSMA)                                |
| Resolució 2165 | 14 de juliol de 2014   | 15–0–0  | Situació humanitària en Síria i l'establiment d'un mecanisme de supervisió el                                        |
| Resolució 2166 | 21 de juliol de 2014   | 15–0–0  | Ucraïna i el Vol 17 de Malaysia Airlines                                                                             |
| Resolució 2167 | 28 de juliol de 2014   | 15–0–0  | Reafirma el suport per la col·laboració de la Unió Africana i la Unió Europea en operacions de manteniment de la pau |
| Resolució 2168 | 30 de juliol de 2014   | 15–0–0  | Xipre i extensió de la missió d'UNFICYP                                                                              |
| Resolució 2169 | 30 de juliol de 2014   | 15–0–0  | Condemna ISIL, Reafirma i estén el mandat d'UNAMI                                                                    |
| Resolució 2170 | 15 d'agost de 2014     | 15–0–0  | Amenaces a la pau i seguretat internacionals causades pel Estat Islàmic i el Front al-Nusra                          |
| Resolució 2171 | 21 d'agost de 2014     | 15–0–0  | Prevenció de conflictes                                                                                              |
| Resolució 2172 | 26 d'agost de 2014     | 15–0–0  | Israel, Líban i la Força Provisional de les Nacions Unides pel Líban (UNIFIL)                                        |
| Resolució 2173 | 27 d'agost de 2014     | 15–0–0  | Estén el mandat de UNAMID                                                                                            |
| Resolució 2174 | 27 d'agost de 2014     | 15–0–0  | Situació a Líbia |
| Resolució 2175 | 29 d'agost de 2014     | 15–0–0  | Protecció de personal humanitari, de les Nacions Unides i personal associat en conflicte armat                       |
| Resolució 2176 | 15 de setembre de 2014 | 15–0–0  | Estén el mandat de la Missió de les Nacions Unides a Libèria (UNMIL)                                                 |
| Resolució 2177 | 18 de setembre de 2014 | 15–0–0  | Creació de la UNMEER                                                                                                 |
| Resolució 2178 | 24 de setembre de 2014 | 15–0–0  | Amenaces a la pau i seguretat internacionals causades per actes terroristes                                          |
| Resolució 2179 | 14 d'octubre de 2014   | 15–0–0  | Informes del Secretari General sobre Sudan i Sudan del Sud                                                           |
| Resolució 2180 | 14 d'octubre de 2014   | 15–0–0  | La situació a Haití                                                                                                  |
| Resolució 2181 | 21 d'octubre de 2014   | 15–0–0  | La situació a la República Centreafricana                                                                            |
| Resolució 2182 | 24 d'octubre de 2014   | 13-0-2  | La situació a Somàlia                                                                                                |
| Resolució 2183 | 11 de novembre de 2014 | 14-0-1  | La situació a Bòsnia i Hercegovina                                                                                   |
| Resolució 2184 | 12 de novembre de 2014 | 15-0-0  | La situació a Somàlia                                                                                                |
| Resolució 2185 | 20 de novembre de 2014 | 15-0-0  | Operacions del manteniment de la pau                                                                                 |
| Resolució 2186 | 25 de novembre de 2014 | 15-0-0  | La situació a Guinea Bissau                                                                                          |
| Resolució 2187 | 25 de novembre de 2014 | 15-0-0  | Reportis del Secretari General sobre Sudan i Sudan del Sud                                                           |
| Resolució 2188 | 9 de desembre de 2014  | 15-0-0  | La situació a Libèria                                                                                                |
| Resolució 2189 | 12 de desembre de 2014 | 15-0-0  | La situació a l'Afganistan                                                                                           |
| Resolució 2190 | 15 de desembre de 2014 | 15-0-0  | La situació a Libèria                                                                                                |
| Resolució 2191 | 17 de desembre de 2014 | 15-0-0  | La situació a Orient Mitjà                                                                                           |
| Resolució 2192 | 18 de desembre de 2014 | 15-0-0  | La situació a Orient Mitjà                                                                                           |
| Resolució 2193 | 18 de desembre de 2014 | 14-0-1  | Tribunal Penal Internacional per a l'antiga Iugoslàvia                                                               |
| Resolució 2194 | 18 de desembre de 2014 | 15-0-0  | Tribunal Penal Internacional per a Ruanda                                                                            |
| Resolució 2195 | 19 de desembre de 2014 | 15-0-0  | Amenaces a la pau i seguretat internacionals                                                                         |
| Resolució 2196 | 22 de gener de 2015    | 15–0–0  | Situació a la República Centreafricana                                                                               |
| Resolució 2197 | 29 de gener de 2015    | 15–0–0  | Situació a Xipre |
| Resolució 2198 | 29 de gener de 2015    | 15–0–0  | Situació a la República Democràtica del Congo                                                                        |
| Resolució 2199 | 12 de febrer de 2015   | 15–0–0  | Amenaces a la pau i seguretat internacionals causades per terrorisme                                                 |
| Resolució 2200 | 12 de febrer de 2015   | 15–0–0  | Situació a Sudan del Sud i Sudan                                                                                     |